# Zaprudzie (Ukraina)
Zaprudzie (ukr. Запруддя) – wieś na Ukrainie w rejonie koszyrskim obwodu wołyńskiego.
Znajduje tu się przystanek kolejowy Zaprudzie, położony na linii Kowel – Kamień Koszyrski.

## Historia
Pod koniec XIX w. wieś w gminie Soszyczno, w powiecie kowelskim.